# Mindrolling trichen
De mindrolling trichen is de hoogste lama binnen de nyingmaschool, de oudste school van het Tibetaans boeddhisme en was bestuurlijk verantwoordelijk voor de school. Hij wordt door volgelingen beschouwd als een van de grootste levende Tibetaanse meesters.
De 11e mindrolling trichen was Trichen Jurme Kunzang Wangyal (1930-2008). Trichen Jurme Kunzang Wangyal was geboren in Lumo-ra in Kham (Oost-Tibet) en zijn vader was de 10e mindrolling trichen. Nadat zijn vader was overleden ging de familie naar centraal Tibet en begon zijn opleiding in het klooster. Op zijn achttiende jaar ging hij vier jaar in retraite, eenzame meditatie in een grot, en vervolgens kreeg hij een opleiding van Dzongsar Khyentse Chökyi Lodrö. In deze periode werd hij ook verliefd en trouwde. Binnen het Tibetaans Boeddhisme is het celibaat alleen verplicht bij de gelugpa. Andere groepen hebben gekozen voor een optioneel celibaat en binnen de nyingma zijn de meeste leraren getrouwd.
In 1959 verliet hij Tibet en ging naar India, waar hij in 1962 als 11e mindrolling trichen werd geïnstalleerd. Vervolgens werkte hij vele jaren samen met veel andere lamas, waaronder de zestiende karmapa, die nog door zijn vader was opgeleid. In 1976 verhuisde hij en zijn gezin naar Dehra Dun om leiding te geven aan het gereed gekomen Mindroling-klooster. De regering van Tibet in ballingschap vroeg hem de verantwoordelijkheid en administratie van de nyingmaschool op zich te nemen. Zijn dochter Khandro Rinpoche heeft inmiddels de taak overgenomen.
Op 9 februari 2008 is overleden.